# Triticum × zhukovskyi
Triticum × zhukovskyi Menabde & Erizin, 1960 è una specie di frumento.
È una specie esaploide con genomi GAAm, derivata dall'ibridazione tra T. timopheevii timopheevii e il polline di Triticum monococcum. Esiste solo in forma coltivata ed è presente in alcune regioni del Caucaso.